# Barney Harper-McBride
Barney Harper-McBride, es un personaje ficticio de la serie de televisión británica Hollyoaks interpretado por el actor Tom Scurr, hasta el 15 de mayo de 2013.

## Biografía
Barney llega durante la semana del primer ciclo en el HCC, donde Leanne Holiday lo lleva al dormitorio de estudiantes, ahí conoce a sus compañeros de cuarto Annalise Appleton, Will Savage, Scott Sabeka y Rob Edwards, más tarde esa noche Barney se emborracha con sus compañeros y al día siguiente se despierta con Jade a su lado, sus compañeros quedan impresionados ya que Barney fue el único que pudo lograr salir con una joven esa noche.
Barney lleva a sus amigos a su lujosa casa a pasar el Año Nuevo mientras sus padre se encuentran esquiando, pero las cosas se ponen tensas cuando los escucha criticando su estilo de vida lo que ocasiona una discusión entre ellos, sin embargo las cosas empeoran cuando sus padres llegan y le dicen que van a sacarlo de la escuela para que asista a una Universidad de Clase Alta, cuando Barney se niega su madre lo amenaza con no darle más dinero, las cosas empeoran aún más cuando su madre critica a Ash por su forma de vestir y a Barney por escoger a ese grupo de amigos lo que sólo ocasiona que Barney los desafíe y regrese a la escuela, sus padres moelstos por su actitud le retiran el dinero y lo amenazan con no darle nada de la herencia.
Poco después Barney comienza a luchar por conseguir dinero y cuando deja accidentalmente dinero en el café de la escuela este es robado por Phoebe Jackson, sin dinero Barney decide tomar un trabajo como limpiador en Student Halls.
El 15 de mayo de 2013 Barney decidió irse de Hollyoaks para mudarse a Escocia y así reunirse con sus padres.